# Musique cadienne
Ne doit pas être confondu avec Musique acadienne.
Genres associés
Swamp pop, swamp rock, zarico
La musique cadienne (ou musique cajun), des habitants francophones de la Louisiane, est un mélange de genres musicaux et d'influences culturelles en particulier des ballades des Acadiens, du Canada. La musique cajun a influencé la musique populaire américaine en particulier la musique country.

## Étymologie
Cadien est une déformation d'Acadien, population d'origine française installée dans ce qui correspond aujourd'hui aux Provinces maritimes (au Canada), et déportés en Louisiane à partir de 1755 (« Le Grand dérangement »).

## Typologie
La musique cadienne est généralement divisée en deux genres : 
- La musique cadienne proprement dite, également appelée cajun, jouée par la population blanche et qui a de nombreux liens avec la musique country et le western swing. L'instrument de prédilection en est le violon.
- La musique zarico (ou zydeco), jouée par la population noire. Elle est apparue vers les années 1930 et est dérivée de la précédente, incluant de nombreuses influences blues et rhythm and blues. L'instrument de prédilection en est l'accordéon, chromatique comme diatonique. Le mot zarico vient d'un morceau traditionnel Zydeco son pa salée ("les haricots sont pas salés").

Les deux genres se mélangent cependant souvent et les limites sont parfois indiscernables.

## Instruments

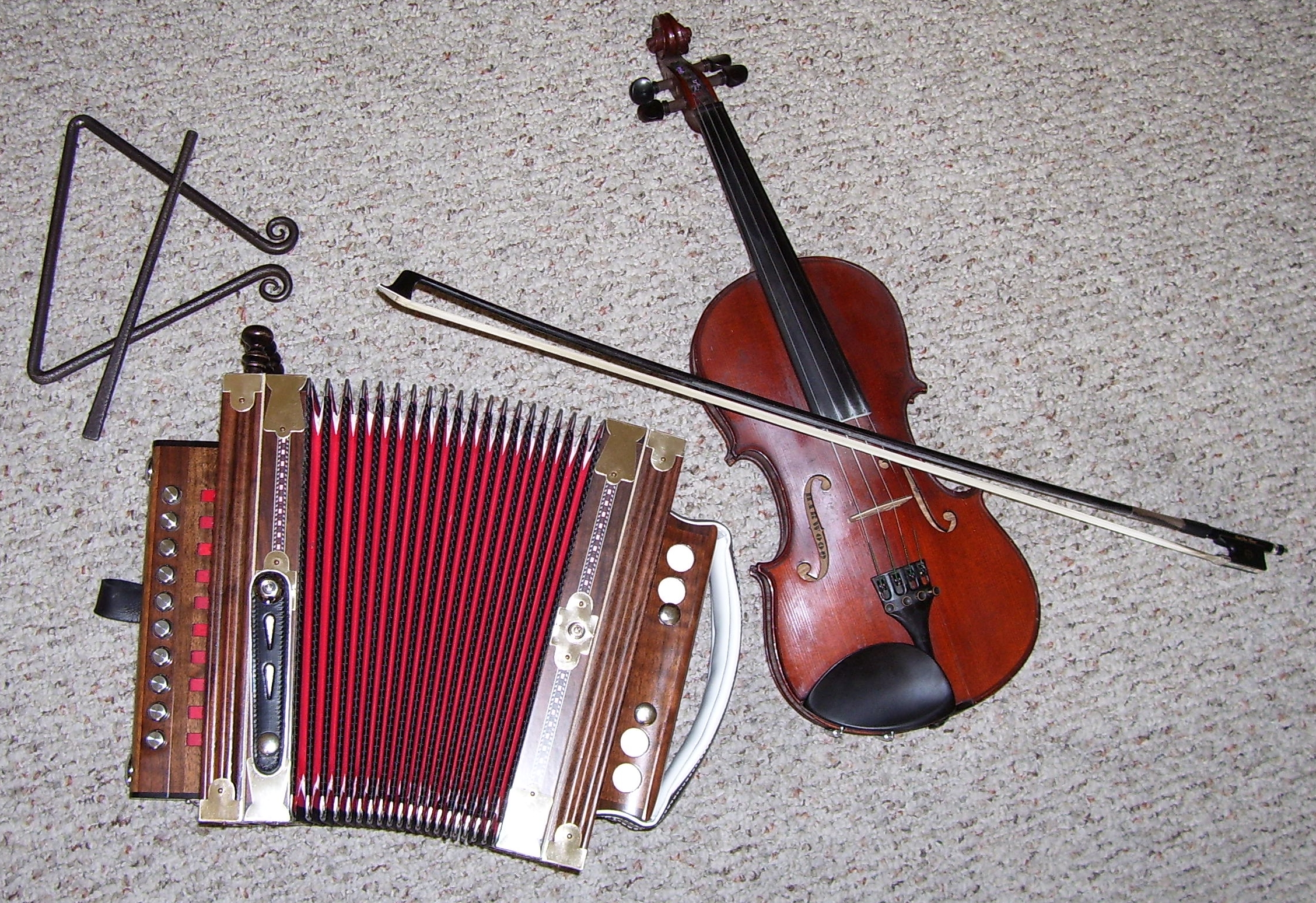
Instruments traditionnels de la musique cadienne.

Née au XIXe siècle, ses instruments de prédilection sont le violon puis l'accordéon. Viennent ensuite la guitare, le 'tit fer, le frottoir (ou la planche à laver) et la musique à bouche (ou l'harmonica). Les premiers enregistrements datent de 1928 et sont alors destinés à la population locale francophone.

## Discographie
- 1974 : Les haricots sont pas salés - Musique cajun de Louisiane (Expression spontanée)
- 1990 : Alligator Stomp: Cajun and Zydeco, Vol.1 (Rhino)
- 1992 : Alligator Stomp: Cajun and Zydeco, Vol.2 (Rhino)
- 1992 : Cajun Music and Zydeco (Rounder)
- 1994 : Kings of Cajun, Vol. 3 (Music collection)
- 2000 : Zydeco (Putumayo)